# Luis González y González
Luis González y González (San José de Gracia, 11 oktober 1925 - Morelia, 13 december 2003) was een Mexicaans historicus.
González y González studeerde aan de Colegio de México, waar hij later ook professor werd. González y González hield zich vooral bezig met de sociaal-economische geschiedenis van Mexico. Tevens was hij internationaal als een van de belangrijkste vertegenwoordigers van de stroming van de microgeschiedenis. In het kader hiervan schreef hij in 1968 Pueblo en vilo, microhistoria de San José de Gracia (Dorp in spanning, microgeschiedenis van San José de Gracia), dat zijn bekendste werk is geworden.
González y González gold als een van Mexico's meest vooraanstaande intellectuelen. Enkele maanden voor hij overleed aan hepatitis ontving hij de Eremedaille Belisario Domínguez, de hoogste Mexicaanse onderscheiding.